# Mauser C96
Маузер К96 (нем. Mauser C96 от Construktion 96) — немецкий самозарядный пистолет, разработанный в 1895 году.

## История создания
Пистолет был разработан работниками компании «Маузер» — братьями Фиделем, Фридрихом и Йозефом Федерле (Feederle). Фидель Федерле заведовал экспериментальным цехом оружейного завода «Маузер» (Waffenfabrik Mauser) и новый пистолет изначально назывался P-7.63 или пистолет Федерле. В дальнейшем пистолет был запатентован на имя Пауля Маузера в Германии — в 1895 г. (немецкий рейхспатент № 90430 от 11 сентября 1895 года), в Великобритании — в 1896 г.
В 1896 году были изготовлены первые пистолеты, в 1897 году началось их серийное производство, которое продолжалось до 1939 года. За это время было выпущено более миллиона пистолетов C96.
Одна из причин, по которой пистолет Маузера стал популярен, — его огромная, по тем временам, мощность. Пистолет позиционировался как легкий карабин, чем он в сущности и являлся: деревянная кобура использовалась в качестве приклада, а убойная сила пули заявлялась на дальность до 1000 м (правда, при этом разброс пуль по горизонтали для неподвижно закреплённого пистолета мог составлять несколько метров, так что о прицельной стрельбе на такую дальность не могло быть и речи).
Вторая причина — немалая стоимость такого оружия придавала владельцу больший вес как в самооценке, так и в обществе.

## Запирание
При использовании автоматики на основе отдачи при коротком ходе ствола запирание осуществляется за опорные поверхности на затворе. После выстрела подвижный ствол проходит некоторый путь в запертом состоянии, после чего личинка встречает уступ рамы пистолета, сдвигается в плоскости, перпендикулярной оси ствола, отпирая его и давая отойти затвору.

## Преимущества и недостатки
Компоновка пистолета — «револьверная», коробчатый магазин смещён вперёд и находится перед спусковой скобой.

#### Преимущества
- Пистолет относится к наиболее мощным образцам самозарядных пистолетов, действие автоматики которых основано на использовании энергии отдачи
- К достоинствам стоит отнести точность и дальность боя, мощный патрон и хорошую живучесть оружия в боевых условиях. Из-за высокой мощности и прицельной дальности в начале производства пистолет позиционировался как «пистолет-карабин» для охотников
- Достаточно большая вместимость магазина для своего времени, от 6 до 20 патронов
- Поскольку магазин находится спереди от курка а ствол имеет короткий ход, это немного уменьшает отдачу, что полезно при мощном патроне

#### Недостатки
- Сложность перезарядки
- Большая масса и габариты
- Сложность разборки и чистки, относительно высокая чувствительность к загрязнению

## Кобура-приклад
В качестве приклада «Маузера» использовалась его кобура, изготовленная из орехового дерева, на переднем срезе которой имелась стальная вставка с выступом и механизмом фиксации для примыкания приклада к рукояти пистолета, при этом откидная крышка кобуры упиралась в плечо стрелка. Кобура носилась на портупее через плечо, могла быть обшита снаружи кожей и иметь карманы для размещения запасной обоймы и инструментов для разборки и чистки оружия.
Длина кобуры-приклада составляла 35,5 см, ширина в передней части — 4,5 см, ширина в задней части — 10,5 см.
Эффективная дальность стрельбы с примкнутой кобурой-прикладом достигала 100 м.
Также кобура-приклад позволяла повысить эффективность стрельбы очередями из модификации пистолета, разработанной в 1931 году (так называемая «модель 712» или «Маузер» образца 1932 года), на которой был дополнительно установлен переводчик режима огня для выбора типа стрельбы: одиночными выстрелами или очередями.

## Тактико-технические характеристики

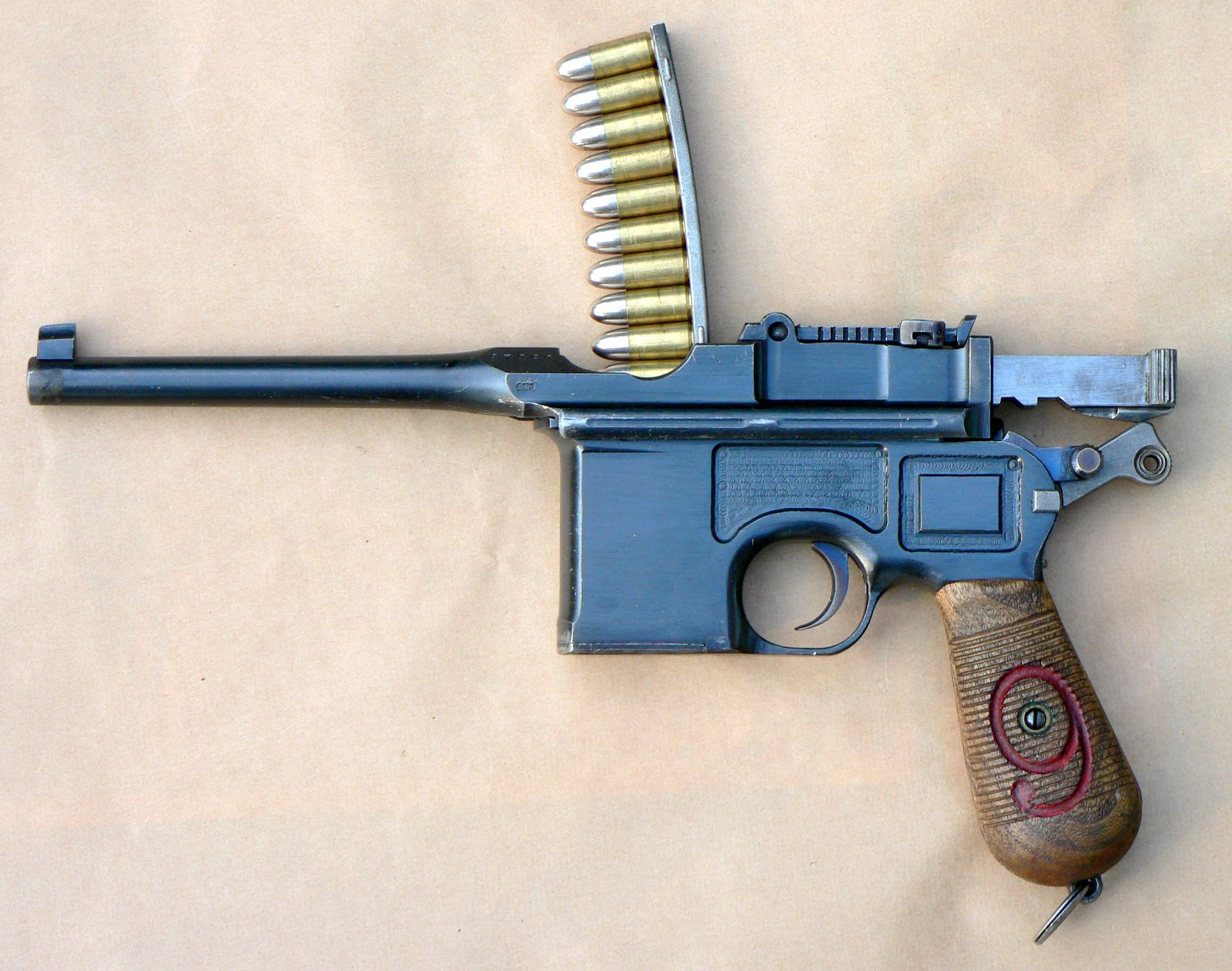
Заряжание неотъёмного магазина пистолета Mauser C96 с помощью обоймы

| Маузер К-96         | Маузер К-96                                                                  |
| ------------------- | ---------------------------------------------------------------------------- |
| УСМ                 | одинарного действия                                                          |
| Патрон              | 7,63×25 мм Маузер; также 9x19 мм Парабеллум; 9 × 23 мм Ларго; 9×25 мм Маузер |
| Вес без патронов, г | 1250                                                                         |
| Длина, мм           | 312 (со стволом 140 мм)                                                      |
| Длина ствола, мм    | 140 (также 99 мм и другие)                                                   |
| Ёмкость магазина    | 10 патронов                                                                  |

## Модификации

### Германия
Пистолет выпускался под несколько различных типов патронов, в значительном количестве модификаций (только в период до 1912 года фирмой "Mauser" было выпущено 22 различных модификации):
- Маузер К-96 Модель 1896 года. С конусным бойком, рельефная поверхность, длинный экстрактор. На 6,10 и 20 патронов. Номера 1-5 значные.
- Маузер К-96 Модель 1899 года, боек с большим кольцом, рельефная поверхность, длинный экстрактор. 5-значный номер.
- Маузер К-96 Модель 1899 года(?) «флэт», с гладкой поверхностью и боек с большим кольцом. Контракт для итальянских ВМФ (со своей нумерацией) и коммерческие, 5-значный номер.
- Маузер К-96 1904 года. Ранний, переходная довоенная модель с номером 34ххх, с длинным экстрактором, маленьким кольцом.
- Маузер К-96 1905 года, довоенная модель с коротким экстрактором, маленьким кольцом на бойке.
- Маузер К-96 обр. 1912 года. Уменьшенный и облегченный курок, укороченный и расширенный выбрасыватель, несколько ослабленная возвратная пружина. Ствол с шестью нарезами (у более ранних модификаций — 4)[2]. Головка рычажка предохранителя без отверстия. На тыльной стороне курка маркировка «NS». Самая массовая модификация, 9-мм Маузеры и Маузеры «Боло» делались именно на её базе.
- Маузер К-96 обр. 1916 года «Красная Девятка» — вариант под патрон 9×19 мм Парабеллум для германской армии (на рукоятке нанесена красная цифра «9»).

После окончания Первой мировой войны и подписания Версальского договора Германии было запрещено производить пистолеты с длиной ствола свыше 100 мм.
- Маузер К-96 обр. 1920 г. («Боло» — «Большевик») — вариант под патрон 7,63×25 мм с укороченным до 99 мм стволом. Пистолеты имели укороченную рукоятку с ореховыми щечками, имеющими 22 канавки и курок «Small Ring Hammer» с клеймом «NS». Основным отличием модели является качающаяся горизонтально[прояснить] антабка на рукоятке.
- Маузер К-96 модель 712 «Schnellfeuer» обр. 1932 года — автоматический вариант с магазином на 20 патронов. Темп стрельбы в автоматическом режиме составлял около 850 выстрелов в минуту[2].

### Иностранное производство
Производство нескольких вариантов модели К-96 (под наименованием «Astra») развернула испанская фирма «Unceta». Одним из таковых вариантов стала модель Astra Model 900.
В Китае пистолеты получили распространение с начала XX века, в так называемую эру милитаристов, позднее на китайских предприятиях было начато производство запасных частей и нескольких вариантов реплик этого оружия.
- так, в 1923 году китайский оружейный завод Ханьян (Hanyang) начал производство копии К-96 под патрон 7,63×25 мм, известную как Ханьян К-96. Всего было выпущено около 13 тыс. шт.
- в Тайюане — главном городе провинции Шаньси, находившейся в то время под управлением генерала Янь Сишаня, в 1920-е годы был построен военный завод, производивший для его отрядов копию пистолета-пулемёта Томпсона 45-го калибра. С целью упростить снабжение войск боеприпасами Янь Сишань санкционировал переделку имевшихся на вооружении пистолетов К-96 под патрон .45 АСР. В 1929 году Тайюаньский арсенал начал выпуск пистолета «Шаньси тип 17», который поступил на вооружение железнодорожной охраны, защищавшей дороги от бандитов и отрядов других милитаристов. Переделанные под патрон .45 калибра, Тип 17 были заметно больше своих 7,63 мм-аналогов, их 10-зарядный магазин опускался ниже спусковой скобы. Для снаряжения магазина использовались две обоймы по пять патронов, вместо одной обоймы на десять патронов как у оригинальных Маузеров. Маркировка состояла из надписей на китайском языке «Тип 17» на левой стороне, и «Восемнадцатый год республики, сделано в Шаньси» на правой. Всего было выпущено около 8 500 пистолетов «Тип 17», помимо отрядов Янь Сишаня трофейные пистолеты использовались другими участниками гражданской войны в Китае, в том числе НОАК. После окончания войны большинство пистолетов было отправлено в переплавку, некоторое количество попало на рынок гражданского оружия.
- в конце 1970-х годов на основе конструкции немецкого M712 Schnellfeuer для офицеров НОАК был начат выпуск автоматического пистолета Тип 80 под патрон 7,62×25 мм ТТ

В 1970 годы в Бразилии оружейник Jener Damau Arroyo произвёл модернизацию пистолетов M1932 Schnellfeuer (500 шт. было закуплено в 1930е годы в Испании): вместо заряжания из обойм они получили отъёмные коробчатые магазины на 10 и 20 патронов, режим автоматического огня и переднюю рукоятку. Оружие поступило на вооружение бразильской полиции под наименованием автоматический пистолет PASAM (Pistola Automática Semi-Automática Mauser).

## История применения
Пистолеты С96 не получили широкого распространения в регулярных армиях, но в ряде стран были разрешены к использованию и закупались для отдельных категорий военнослужащих:
- Австро-Венгрия — в ходе первой мировой войны некоторое количество было получено из Германии, они использовались до распада Австро-Венгрии в 1918 году.
- Боливия — некоторое количество пистолетов было закуплено в Германии, в 1932-1935 гг. они использовались в ходе войны в Чако[10].
- Бразилия - в начале XX века партия пистолетов была закуплена для испытаний в качестве оружия для бразильской армии[11].
- Веймарская республика — очень небольшое количество пистолетов, выпущенных в 1918—1919 гг. с разрешения и под контролем стран Антанты было разрешено к использованию офицерам рейхсвера, ещё некоторое количество было передано на вооружение сотрудников полиции. В соответствии с ограничениями Версальского договора, все эти пистолеты были выпущены с укороченным до 98 мм стволом[12].
- Великобритания — до начала Первой мировой войны некоторое количество пистолетов приобрели за собственный счёт английские офицеры (в основном, служившие в колониальных войсках)[7], они использовались в англо-бурской войне[13].
- Германская империя — в начале XX века некоторое количество пистолетов поступило на вооружение германского экспедиционного корпуса в Китае, они применялись во время подавления боксёрского восстания в Китае. В 1908 г. пистолетами были вооружены конные егеря[7], а с 1916 года в связи с нехваткой пистолетов иных систем они начали массово поступать на вооружение немецкой армии[14].
- Израиль — некоторое количество пистолетов имелось в распоряжении еврейских вооружённых формирований в Палестине ещё до провозглашения государства Израиль, в дальнейшем они использовались в ходе войны за независимость и оставались на вооружении по меньшей мере до весны 1950 года[15].
- Исландия — в конце 1939 года небольшое количество автоматических пистолетов Royal MM34 испанского производства было закуплено для полиции Исландии.
- Королевство Испания - после того, как в середине 1920-х был освоен выпуск пистолетов "маузер" испанского производства под наименованием Astra 900, они начали поступать на вооружение гражданской гвардии и отдельных категорий сотрудников тайной полиции[7]. В дальнейшем, в 1936-1939 гг. немецкие пистолеты «маузер» и их испанские копии использовались в ходе войны в Испании[14].
- Италия — военно-морские силы Италии в 1899 году закупили около 6000 шт. пистолетов[7][14], ещё одна партия пистолетов для офицеров военно-морского флота была закуплена в 1905 году[12].
- Османская империя — в июле 1897 года в Германии были закуплены 1000 шт. 7,63-мм десятизарядных пистолетов Mauser C-96 и 250 тыс. шт. патронов к ним[16], которые поступили на вооружение личной охраны турецкого султана[7][14].
- Российская империя — в 1908 году пистолет был разрешён для приобретения армейским офицерам в качестве личного оружия вместо револьвера «наган», но в связи с высокой стоимостью (в среднем около 40 золотых рублей) широкого распространения не получил. Кроме того, пистолетами (получившими наименование "маузер № 2") с 1909 года вооружали авиаторов[7], а в 1915—1916 гг. — автомобильные части и военнослужащих некоторых других специализированных подразделений[14]. Некоторое количество трофейных пистолетов было захвачено в ходе первой мировой войны. Кроме того, пистолет продавался в качестве гражданского оружия.
- Россия — используется в качестве наградного оружия[17].
- СССР — использовались РККА в ходе гражданской войны[18] (основную часть составляли 7,63-мм пистолеты «маузер» обр. 1912 года)[19], после окончания войны в Веймарской республике для РККА были заказаны ещё около 30 тыс. пистолетов «маузер» «Боло» под патрон 7,63×25 мм Маузер[14][20], которые оставались на вооружении командного состава РККА по меньшей мере до конца 1939 года[21]. Во время советско-финской войны «маузерами» (в дополнение к трёхлинейному карабину) довооружали бойцов лыжных разведывательных групп РККА[22]. После начала Великой Отечественной войны некоторое количество пистолетов было передано на вооружение советских партизан, ими были вооружены командиры ряда партизанских отрядов[23]. Также был штатным оружием сотрудников ОГПУ в 1920-е — 1930-е годы[24].
- Нацистская Германия — некоторое количество пистолетов, в основном — под патрон 9×19 мм, использовалось в отдельных подразделениях вермахта и СС[2][12].
- Украина — по состоянию на 15 августа 2011 года, на хранении министерства обороны имелось 150 шт. 7,63-мм пистолетов Mauser C-96[25]. Являются наградным оружием[26].
- Финляндия — в 1917—1918 годы свыше 1000 пистолетов было поставлено из Германии финским националистам, они использовались белофинскими вооружёнными формированиями в ходе гражданской войны в Финляндии и интервенции против Советской России, в дальнейшем были официально приняты на вооружение финской армии под наименованием «7,63 pist/Mauser» и «9,00 pist/Mauser». Позднее, они были переданы вспомогательным подразделениям. Летом 1940 года на вооружении оставалось 614 пистолетов, они использовались во Второй мировой войне[27].
- Эфиопия — некоторое количество пистолетов было закуплено для личной охраны императора Хайле Селассие[28].
- Югославия — после окончания первой мировой войны некоторое количество пистолетов использовалось в Югославии, но на вооружение они приняты не были[7].
- немецкие пистолеты «маузер» и их китайские копии использовались вооружёнными военизированными формированиями в ходе гражданской войны в Китае[14].

Вместе с тем пистолеты Маузер пользовались немалым успехом на рынке гражданского оружия вплоть до 1940-х годов — они были популярны среди путешественников, исследователей, бандитов, то есть тех, кто нуждался в мощном и относительно компактном оружии.

## Отражение в культуре и искусстве

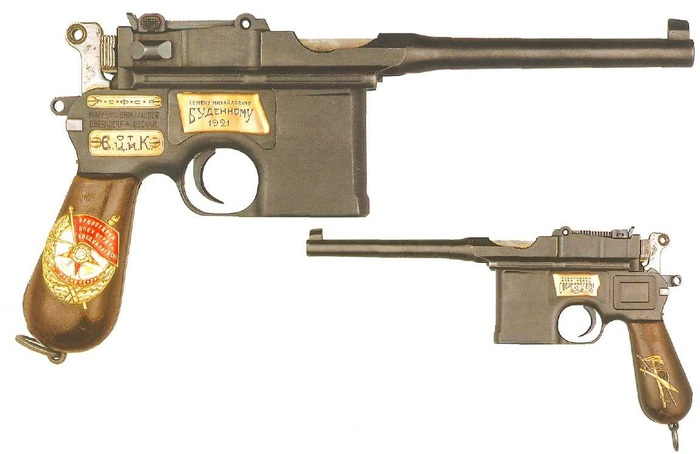
Наградной маузер (почётное революционное оружие) С. Будённого

В России «маузер» стал популярен благодаря кино и литературе как неотъемлемая часть образа чекиста или комиссара эпохи Гражданской войны наряду с кожаной курткой и алым нагрудным бантом.

### В литературе
Пистолеты упоминаются во многих литературно-художественных произведениях.
- Стихотворение Владимира Маяковского «Левый марш» («…Ваше слово, товарищ Маузер!..»).
- Роман Ильи Ильфа и Евгения Петрова «Двенадцать стульев» (рассказ Остапа Бендера о гусаре-схимнике) («Это были рослые люди в сапогах со шпорами, в огромных галифе и с маузерами в деревянных полированных ящиках»).
- В романе Н. Островского «Как закалялась сталь» Жухрай дарит маузер Павке Корчагину.
- В повести Я. Пшимановского «Четыре танкиста и собака» Янек получает маузер в подарок от русского старшины-разведчика и очень гордится этим подарком.
- Роман братьев Стругацких «Град обрече́нный» («…потом открыл заветный шкаф и извлёк оттуда здоровенный маузер — десятизарядное чудовище, рождённое в спецотделе Маузерверке, излюбленное, прославившееся в гражданскую войну оружие комиссаров в пыльных шлемах, а также японских императорских офицеров в шинелях с воротниками собачьего меха. Маузер был чистый, воронёно отсвечивающий, на вид совершенно готовый к бою, но, к сожалению, со сточенным бойком. …»)
- Стихотворение (песня) Башлачёва «Ржавая вода» («Красной жар-птицей, салютуя маузером лающим…»)
- рассказ М. Веллера «Легенда о маузере Папанина»
- стих Егора Летова «КГБ-рок» («...Ваше слово,товарищ Маузер...»)
- В компьютерной игре Fallout-3 присутствует под названием «Китайский пистолет»

## Пневматические пистолеты
- Umarex Legends C96 — газобаллонный пневматический пистолет немецкой фирмы «Umarex» под 4,5 мм дробь ВВ, выполненный под пистолет Маузера модели 712, однако, в отличие от него не способен вести автоматический огонь.
- Gletcher M712 — цельнометаллическая пневматическая копия пистолета Маузера 712 от «Gletcher». Имеет систему имитации отдачи и движения затвора Blowback, режим автоматической стрельбы и возможность неполной разборки, соответствующую боевому образцу.
- SAS Mauser M.712 Blowback — газобаллонный пистолет производства компании SUS.
- WE Mauser M712 — пневматический (Green gas) пистолет под 6-мм ВВ производства компании WE. Имеет систему имитации отдачи и движения затвора Blowback, режим автоматической стрельбы и возможность неполной разборки. Комплектуется кобурой прикладом.